# Afonso de Portugal

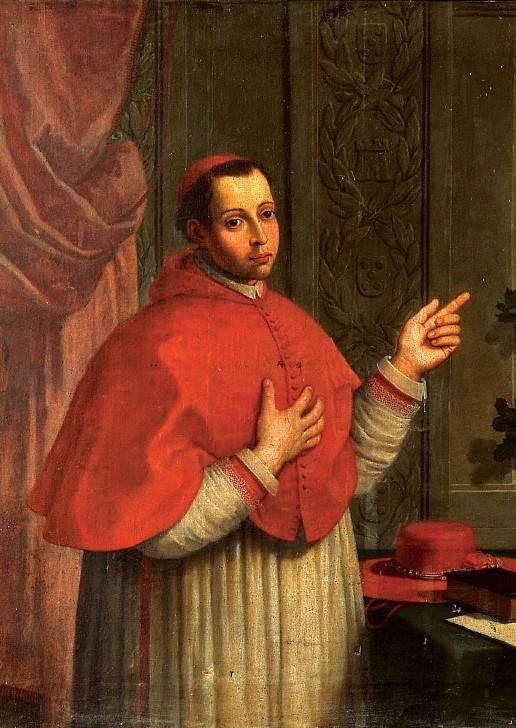
Kardinal Afonso de Portugal

Afonso de Portugal (* 23. April 1509 in Évora; † 16. April 1540 in Lissabon) war Infant von Portugal und ein Kardinal der römisch-katholischen Kirche. Er war ein Bruder des Johann III. des späteren Königs von Portugal.

## Leben

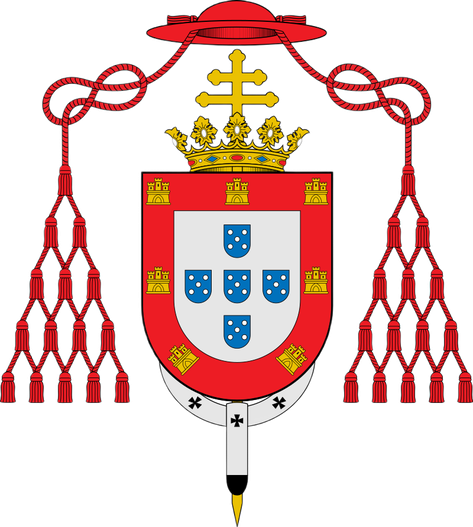
Kardinalswappen (modernes Schema)

Der vierte Sohn des Königs Manuel I. von Portugal hatte Literatur, Lateinische und Griechische Sprache studiert. Schon früh zum Apostolischen Protonotar erhoben, wurde er am 9. September 1516 zum Bischof von Idana ernannt, erhob Papst Leo X. ihn am 1. Juli 1517 zum Kardinal und versetzte ihn am 23. Februar 1519 auf den Bischofsstuhl von Viseu. Im Jahre 1523 übernahm Aires de Figueiredo Barbosa ein Humanist und Professor für Griechisch von der Universität Salamanca seine Ausbildung. Am 20. Februar 1523 wurde er zum Erzbischof von Lissabon und zum Bischof von Évora ernannt. Als Kardinaldiakon erhielt er am 6. Juli 1525 die Titeldiakonie Sta. Lucia in Septisolio und bekam als Erzbischof von Lissabon am 16. Juli 1535 das Pallium, nachdem er die Bischofsweihe empfangen hatte. Am 13. August 1535 wechselte er auf die Titelkirche Ss. Giovanni e Paolo.